# Лосиный

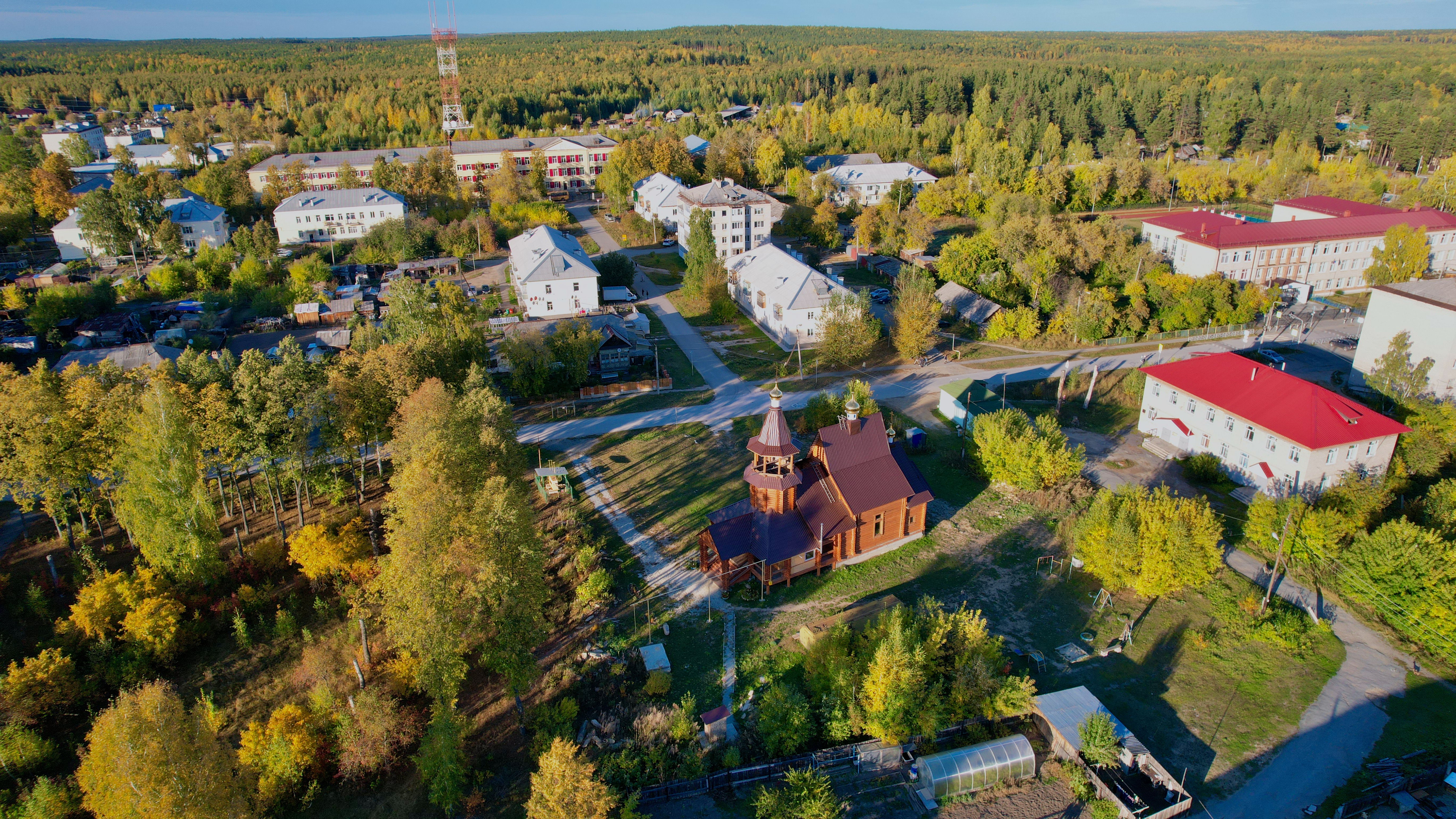
Рождественская церковь

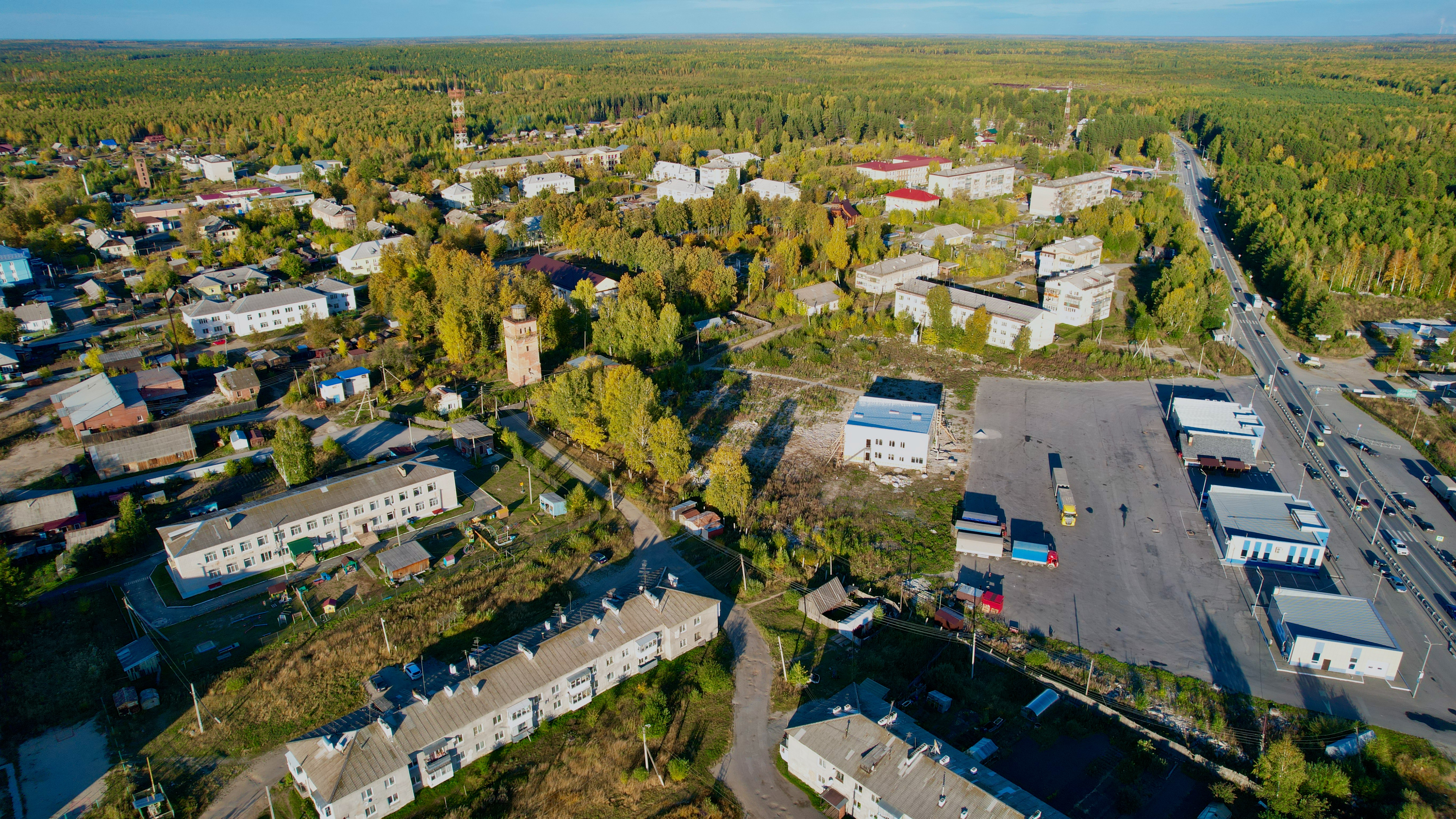
Слева Режевской тракт

Лоси́ный — посёлок в Берёзовском муниципальном округе Свердловской области России. Ранее был центром Лосиного поссовета города Берёзовского. С 1942 по 2004 год имел статус рабочего посёлка (посёлка городского типа).

## Население
| 1959 | 1970  | 1979  | 1989  | 2002  | 2010  |
| ---- | ----- | ----- | ----- | ----- | ----- |
| 5929 | ↘2387 | ↗2729 | ↗2747 | ↘2226 | ↗2355 |

## География
Посёлок Лосиный расположен в 30 километрах к северо-востоку от города Берёзовского. Через посёлок проходят Режевской тракт, а также железнодорожная ветка Шарташ — Шарташ. В посёлке Лосином расположена станция Адуй Свердловской железной дороги.

## История
Поселок Лосиный появился в 1930-х годах во время строительства предприятий по добыче торфа. 27 марта 1942 года Лосиный получил статус рабочего посёлка.
Указом Президиума Верховного Совета РСФСР от 27.03.1942 Малиновский сельсовет ликвидирован, населённый пункт при Лосинном торфопредприятии отнесён к категории рабочих посёлков с наименованием Лосиный. В черту рабочего посёлка включено селение Малиновка и подчинены ему в административном отношении населённые пункты: Лосиный 2-й и 3-й, пос.ж.д. ст. Адуй и посёлки лесных кварталов № 182,209,210 и 259
В 1960-х годах в посёлке были налажены производства по добыче торфа, изготовлению торфо-изоляционных плит и пошиву спортивной обуви.
После распада Советского Союза посёлок пришёл в упадок. Были ликвидированы Лосиное торфопредприятие, филиал фабрики «Спортобувь», фабрика «Изоплит» и дом быта. Благодаря энтузиазму людей, не получавших заработную плату, продолжалась работа школы № 21 и детских садов. Также функционировали воинская часть, больница и торговля.
31 декабря 2004 года рабочий посёлок Лосиный был отнесён к категории сельских населённых пунктов к виду посёлок.

## Инфраструктура
В посёлке Лосином есть дом культуры, школа, детский сад, работают участковая больница и станция скорой помощи, опорный пункт полиции, пожарная часть, отделения почты и Сбербанка. В 2004 году была построена новая баня, а в 2005 — построены новая газовая котельная, газопровод, по которому подаётся природный газ. Ведётся работа по газификации жилых домов частного сектора.

### Промышленность
В посёлке находятся предприятия по производству магнитных сплавов, мягкой мебели, переработке древесины, а также нефтебаза.